# 藤田大助 (声優)
藤田 大助（ふじた だいすけ、1981年7月4日 - ）は、日本の俳優、声優。

## 出演
太字はメインキャラクター。

### テレビアニメ
2003年
- DEAR BOYS（広瀬達也）

2004年
- 愛してるぜベイベ★★（片倉結平）
- こちら葛飾区亀有公園前派出所（清正守）
- ふたつのスピカ（島津タカシ）

2005年
- ガラスの仮面（間進）
- BUZZER BEATER（ローズ）
- 蟲師（シロウ）

2006年
- 妖怪人間ベム（2006年版）（辻本）

2007年
- BUZZER BEATER 第2期（ローズ）

2008年
- 西洋骨董洋菓子店〜アンティーク〜（本間〈高校生〉）

2015年
- うたの☆プリンスさまっ♪ マジLOVEレボリューションズ（記者）
- ガッチャマン クラウズ インサイト（斉藤記者）

2016年
- ハイキュー!! 烏野高校 VS 白鳥沢学園高校（今野）

2020年
- 富豪刑事 Balance:UNLIMITED（刑事）

2022年
- 虫かぶり姫（市場の男）
- 悪役令嬢なのでラスボスを飼ってみました（審判員）

2023年
- 東京ミュウミュウ にゅ〜♡（青山の育ての父）

### 劇場アニメ
- 耳をすませば（1995年）

### ゲーム
- サンデーVSマガジン 集結!頂上大決戦（2009年）
- 第3次スーパーロボット大戦Z 時獄篇（2014年）

### 吹き替え

#### 映画
- カンフー・プリンセス・ウェンディー・ウー
- SWEET SIXTEEN（リアム〈マーティン・コムストン〉）
- ソー:ラブ&サンダー（患者男性[2]）
- テキサス・チェーンソー ビギニング（エリック〈マシュー・ボーマー〉）
- TENET テネット（マヒア〈ヒメーシュ・パテル〉[3]）
- フリー・ウィリーシリーズ（ジェシー〈ジェイソン・ジェームズ・リクター〉）
  - フリー・ウィリー ※ソフト版
  - フリー・ウィリー2 ※ソフト版
  - フリー・ウィリー3
- ミクロキッズ3

#### ドラマ
- WITHOUT A TRACE/FBI 失踪者を追え!2（マーク）
- サンダーストーン 未来を救え!（ノア・ダニエルズ〈ジェフリー・ウォーカー〉）
- 太王四神記（チャグンドル）
- THE FLASH/フラッシュ（シスコ・ラモン〈カルロス・バルデス〉）
- ワンダヴィジョン（ノーム）

### テレビドラマ
- 恐竜戦隊ジュウレンジャー 第11話・第33話（1992年、テレビ朝日） - 達史、男の子A 役
- 本当にあった怖い話 「死霊の滝」（1992年8月31日、テレビ朝日）
- 天までとどけ 7（1998年、TBS） - 男子生徒 役
- ウルトラシリーズ
  - ウルトラマンマックス 第21話（2005年、TBS） - 青年 役
  - ウルトラマンクロニクル ZERO&GEED（2020年、テレビ東京） - セミ人間セミヤの声

### 舞台
- 竹取物語